# Верица Калановић
Верица Калановић (Трстеник, 19. јул 1954) српски је политичар. Бивша је министарка регионалног развоја и локалне самоуправе у Влади Републике Србије.

## Биографија
Дипломирала је 1977. године на Технолошко-металуршком факултету Универзитета у Београду, где је 1980. године и магистрирала.
Од 1980. до 1993. године обављала је различите послове у Фабрици заптивки „Прве петолетке“ у Трстенику. Од 1993. до 2003. године радила је као професор у Вишој техничкој школи у Трстенику. Од 2000. до 2001. године била је члан Извршног одбора СО Трстеник.
Од 2003. до 2006. године обављала дужност шефа Посланичке групе Г17 плус у Скупштини државне заједнице СЦГ. У оквиру рада у Скупштини државне заједнице обављала је и послове председника Одбора за унутрашње економске односе и финансије, члана парламентарне делегације Скупштине државне заједнице СЦГ у Савету Европе и члана Комитета за локални и регионални развој у Савету Европе.
За државног секретара у Министарству економије и регионалног развоја именована је 2007. године и ту функцију обављала је до јула 2008. године.
Удата је, мајка двоје деце.